# Melchior Franck
Melchior Franck (* um 1579 in Zittau; † 1. Juni 1639 in Coburg) war ein evangelischer deutscher Komponist an der Stilwende von der Spätrenaissance zum Frühbarock.

## Leben

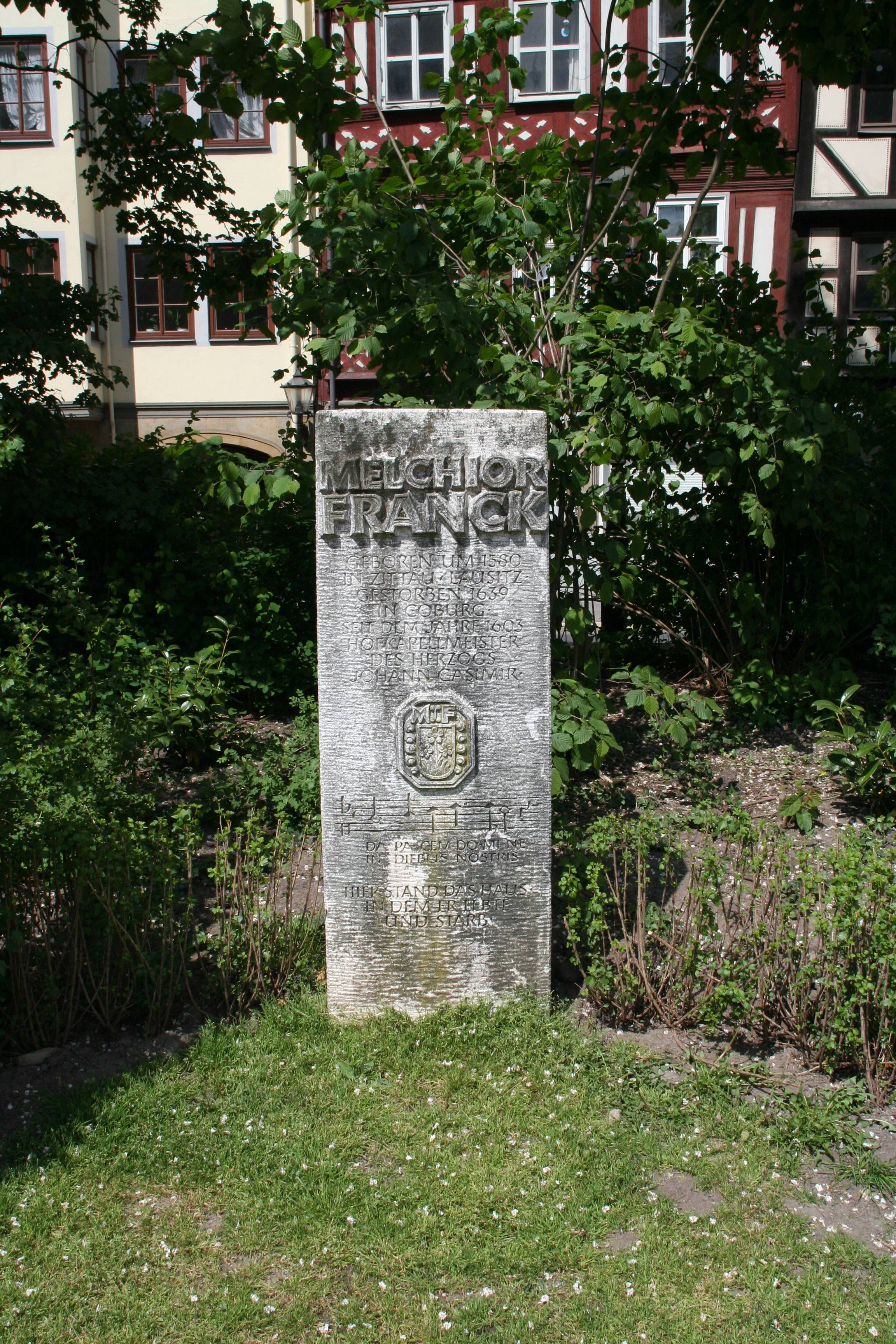
Gedenkstein auf dem Coburger Schlossplatz

Über Melchior Francks Lebensumstände ist wenig bekannt. Es sind kein Bild und kein Nachlass erhalten, und es ist nur eine einzige Handschrift überliefert. Bei dem in älterer Literatur häufig angegebenen Geburtsjahr 1573 handelt es sich um eine Verwechslung mit einem Johannes Frank, der 1600 in Augsburg die Sammlung Cantiones sacrarum melodiarum drucken ließ, und der möglicherweise Melchior Francks älterer Bruder war.
Melchior besuchte das Gymnasium in Augsburg, war Schüler Hans Leo Haßlers und ging mit ihm nach Nürnberg. Dort war er 1602 ein Jahr lang als Schulgehilfe an St. Egidien tätig.
Auch wenn man nichts über seine weitere Ausbildung weiß – möglicherweise war er ein Schüler von Christoph Demantius – zeigen seine Werke doch eine gründliche Kenntnis des „niederländischen Stils“ der Schule Orlando di Lassos. Anders als einige seiner Zeitgenossen, etwa Heinrich Schütz, hatte Franck nicht die Möglichkeit einer Studienreise nach Italien. Den damals neuen italienischen Stil, die seconda pratica, hat er wohl durch Haßler kennengelernt. 1603 trat Franck die Stelle eines Hofkapellmeisters bei Herzog Johann Casimir in Coburg an, die er lebenslang innehatte.
Nach vielen Schicksalsschlägen, wie dem Tod seiner Kinder und seiner Frau, der Not des Dreißigjährigen Kriegs und dem Tod von Herzog Johann Casimir, starb Melchior Franck 1639 in Armut.

## Werke
Melchior Franck steht an der Stilwende von der Spätrenaissance (beispielsweise repräsentiert durch Giovanni Pierluigi da Palestrina, Thomas Tallis und Orlando di Lasso) zum Frühbarock. Er gehört zum stilistischen Umfeld von Michael Praetorius, Melchior Vulpius und Leonhard Lechner. Claudio Monteverdi und Heinrich Schütz gehören zu seinen Zeitgenossen. Er schuf ein umfangreiches kompositorisches Werk, das größtenteils im Druck erschien und auf den musikalischen Bedarf eines barocken Fürstenhofes zugeschnitten war.
Francks Werk umfasst geistliche Musik in deutscher und lateinischer Sprache, vornehmlich zum Gebrauch im evangelischen Gottesdienst. Zahlreiche Motetten, Psalmvertonungen und andere Kirchenmusiken sind erhalten. Bekannt sind beispielsweise die vierstimmigen Gemmulae Evangeliorum (auch herausgegeben als Deutsche Evangeliensprüche für das Kirchenjahr) von 1623, einige Choräle (im Evangelischen Gesangbuch finden sich die Melodien zu Gen Himmel aufgefahren ist [EG 119] und Jerusalem, du hochgebaute Stadt [EG 150]) sowie der Kanon Da pacem, Domineⓘ (ursprünglich ein Gästebucheintrag).
Franck komponierte ebenso weltliche Vokalmusik. Seine zahlreichen weltlichen Liederbücher haben hinsichtlich der Texte (Bergreihen, Reuterliedlein, Quodlibets, Liebes- und andere Volkslieder oder Gesänge nach italienischen Mustern) auch literarische Bedeutung. Ferner schuf er Instrumentalmusik, beispielsweise Tanzsätze. Das Volkslied Ach Tannenbaum, eine Ursprungsversion des Liebesliedes O Tannenbaum, das später zum populären Weihnachtslied O Tannenbaum umgedichtet wurde, wird ihm zugeschrieben.

## Wirkung
Franck wurde von Zeitgenossen wie Johann Staden und Valentin Dretzel als „berümbter Meister“ geschätzt. Seine Instrumentalwerke waren für die Entwicklung der Orchester-Suite von Bedeutung.
Hundert Jahre nach seinem Tod war Franck vergessen. Sein Werk wurde erst Ende des 19. Jahrhunderts und im 20. Jahrhundert wiederentdeckt. Nach wie vor sind große Teile seines Werks nur Spezialisten bekannt.
Besondere Verdienste um die Pflege des Franck-Erbes hat sich der Melchior-Franck-Kreis Coburg erworben. Ensembles für alte Musik führen Francks Musik regelmäßig auf, beispielsweise das Ensemble Alte Musik Dresden oder Cantus Thuringia & Capella.

## Notenausgaben
- Melchior Franck: Drei Quodlibets. In: Kurt Gudewill, Friedrich Blume (Hrsg.): Das Chorwerk. Heft 53.